# Martin Scorsese
Martin Marcantonio Luciano Scorsese (sinh ngày 17 tháng 11 năm 1942), thường được biết đến với nghệ danh Martin Scorsese, là một nam nhà làm phim người Mỹ gốc Ý. Ông được biết đến nhiều nhất qua vai trò đạo diễn các bộ phim hình sự - tội ác như Taxi Driver (1976), Goodfellas (1990) hay The Departed (2006), tác phẩm đã giúp ông giành giải Oscar cho đạo diễn xuất sắc nhất đầu tiên sau 5 lần đề cử. Diễn viên hợp tác thành công nhất với Scorsese phải kể tới Robert De Niro, 3 bộ phim của Martin Scorsese trong đó Robert De Niro thủ vai chính đã lọt vào Danh sách 100 phim hay nhất của Viện phim Mỹ.

## Tiểu sử
Martin Scorsese sinh năm 1942 tại thành phố New York trong một gia đình gốc Ý. Bố của Martin là ông Luciano Charles Scorsese (1913–1993) còn mẹ là bà Catherine Scorsese (1912–1997), cả hai đều làm việc ở Garment District của thành phố New York. Ngay từ khi còn nhỏ Martin đã bộc lộ niềm yêu thích với điện ảnh, đặc biệt là với các tác phẩm của Chủ nghĩa hiện thực mới Ý như Kẻ cắp xe đạp (Ladri di biciclette). Vì niềm yêu thích này Scorsese đã theo học tại Trường Điện ảnh của Đại học New York (NYU phim school), tại đây ông đã giành được bằng cử nhân và thạc sĩ nghệ thuật (Master of Fine Arts) chuyên ngành đạo diễn năm 1966. Trong thời gian học ở trường Martin đã thực hiện một số bộ phim ngắn như What's a Nice Girl Like You Doing in a Place Like This? (1963), It's Not Just You, Murray! (1964) và The Big Shave (1967).

## Sự nghiệp

### Thập niên 1970
Năm 1967 Martin Scorsese thực hiện bộ phim dài đầu tay, một tác phẩm đen trắng có tựa đề Who's That Knocking at My Door. Diễn viên và biên kịch của bộ phim là những bạn học của ông ở NYU Film School, Harvey Keitel và Thelma Schoonmaker, cả hai sau này đều tiếp tục cộng tác với Martin trong rất nhiều phim khác.
Bước vào thập niên 1970, Martin Scorsese trở thành bạn và người cộng tác của một nhóm các nhà làm phim trẻ nhưng đầy triển vọng của Hollywood, họ gồm Francis Ford Coppola, Brian De Palma, George Lucas và Steven Spielberg, tất cả sau này đều trở thành những đạo diễn xuất sắc và trụ cột của điện ảnh Mỹ. Năm 1973 ông thực hiện bộ phim Mean Streets, một tác phẩm thuộc dòng hình sự - tội ác theo đúng phong cách Scorsese. Bộ phim sau khi ra mắt đã được đánh giá cao đồng thời là bệ phóng cho sự nghiệp của Martin cùng hai diễn viên chính trong phim, Robert De Niro và Harvey Keitel.
Ba năm sau Mean Street, Scorsese lần thứ hai mời De Niro vào vai chính trong bộ phim mới của ông, Taxi Driver, bộ phim được đánh giá vào loại kinh điển của thể loại phim tội ác, đồng thời thể hiện nhiều sáng tạo của Scorsese trong việc đạo diễn, biên tập và xử lý hình ảnh. Taxi Driver đã giành Giải Cành cọ vàng tại Liên hoan phim Cannes năm 1976 đồng thời có được 4 đề cử giải Oscar trong đó có giải Vai nam chính cho De Niro và Vai nữ phụ cho cô bé 14 tuổi Jodie Foster.
Thành công của Taxi Driver đã khích lệ Martin Scorsese thực hiện tác phẩm kinh phí lớn đầu tiên, bộ phim ca nhạc New York, New York. Tuy vậy không như mong đợi của Martin, New York, New York thất bại cả về doanh thu và nghệ thuật, nó đã khiến ông rơi vào trạng thái suy sụp tinh thần và nghiện ngập.

### Thập niên 1980
Năm 1980, sự nghiệp và cả sức khỏe của Martin Scorsese được vực lại nhờ thành công của Raging Bull. Một lần nữa Robert De Niro được Martin mời vào vai chính của phim, tay đấm quyền Anh nổi tiếng Jake La Motta. Bộ phim được đánh giá là một trong những tác phẩm điện ảnh xuất sắc nhất của thập niên 1980 và đem lại cho Robert De Niro Giải Oscar vai nam chính đầu tiên, bản thân Martin cũng có đề cử Giải Oscar cho đạo diễn xuất sắc nhất đầu tiên nhưng người chiến thắng ở hạng mục này lại là Robert Redford (với Ordinary People).
Liền sau Raging Bull, Scorsese và De Niro tiếp tục hợp tác lần thứ 5 trong The King of Comedy (1983). Không được đánh giá cao khi công chiếu và cũng thất bại về mặt doanh thu, nhưng The King of Comedy về sau đã được nhận xét như là tác phẩm điện ảnh xuất sắc của trường phái biểu hiện.
Năm 1987 Martin thực hiện The Color of Money, bộ phim đầu tiên của ông có tính giải trí và thương mại cao. Tác phẩm đã đem lại cho Paul Newman giải Oscar vai nam chính và tạo cơ sở tài chính để Scorsese thực hiện dự án ông đã ấp ủ từ lâu, The Last Temptation of Christ (1988). Dựa theo cuốn sách gây nhiều tranh cãi của Nikos Kazantzakis, bộ phim mô tả lại cuộc đời của Giê-su với màu sắc chân thực của một con người. Nội dung gây tranh cãi nhất của phim, đồng thời khiến giáo dân Công giáo nhiều nước tiến hành biểu tình khi phim công chiếu, đó là việc Martin xây dựng Giê-su (do Willem Dafoe thủ vai) cưới và gây dựng gia đình cùng Mary Magdalene (Barbara Hershey thủ vai) cũng những ảo giác của Giê-su ở trên cây thập tự. Tuy gặp nhiều phản đối nhưng The Last Temptation of Christ vẫn được đánh giá cao về mặt nghệ thuật, Martin cũng có đề cử Oscar thứ hai, lần này ông thất bại trước Barry Levinson (đạo diễn Rain Man).

### Thập niên 1990
Năm 1990 Martin Scorsese quay lại đề tài phim tội ác quen thuộc với Goodfellas. Bộ phim, với sự tham gia của Robert De Niro và Joe Pesci, được coi là một trong những tác phẩm xuất sắc nhất của Scorsese và đem lại cho ông đề cử Oscar thứ 3.
Sau Goodfellas, Scorsese thực hiện Cape Fear (1991), bộ phim nhận được đánh giá khác nhau từ giới phê bình nhưng lại là tác phẩm thành công nhất về mặt thương mại của Martin sau hai thập kỉ làm đạo diễn. Trong thập niên 1990 Martin còn thực hiện một số bộ phim khác cũng được đánh giá cao như The Age of Innocence (1993), Casino (1995), Kundun (1997) nhưng không tác phẩm nào thực sự gây tiếng vang lớn hay đem lại cho Scorsese các giải thưởng, đề cử tại các giải thưởng điện ảnh hoặc liên hoan phim.

### Thập niên 2000
Giống như hai thập niên trước đó, bộ phim đầu tiên của thập niên 2000 lại đưa Scorsese trở lại vị trí hàng đầu ở Hollywood, đó là Băng đảng ở New York (Gangs of New York, 2002). Đây là bộ phim được đầu tư lớn nhất trong sự nghiệp của Martin nhằm tái dựng lại bộ mặt tội ác của các băng đảng gốc Ireland trên đất New York giữa thế kỉ 19. Hai vai chính của phim được giao cho Daniel Day-Lewis và Leonardo DiCaprio, diễn viên tiếp bước De Niro trở thành khuôn mặt quen thuộc trong các bộ phim sau này của Scorsese. Băng đảng ở New York đã đem lại cho Scorsese, người vốn vô duyên với các giải thưởng điện ảnh, giải Quả cầu vàng đầu tiên ở hạng mục Đạo diễn xuất sắc nhất - Phim điện ảnh. Ông còn được đề cử giải Oscar đạo diễn xuất sắc nhất, đề cử thứ 4, nhưng lại một lần nữa Martin thất bại, lần này là trước Roman Polanski (đạo diễn Nghệ sĩ dương cầm).
Năm 2004 Scorsese tiếp tục mời Di Caprio vào vai chính trong The Aviator, bộ phim kể về cuộc đời của tỷ phú - phi công Howard Hughes. Bộ phim không thuộc thể loại tội ác này được đánh giá cao và thành công cả về thương mại lẫn giải thưởng, đây là tác phẩm được đề cử nhiều giải Oscar nhất trong lễ trao giải lần thứ 77, trong đó có một đề cử cho Martin. Và cả ở lần này, Scorsese cũng không thể đem về tượng vàng khi để tuột giải vào tay Clint Eastwood (đạo diễn Million Dollar Baby). Scorsese lúc này đã đứng cùng hàng với Robert Altman, Alfred Hitchcock và King Vidor, những đạo diễn giữ kỉ lục về số lần được đề cử mà không đoạt giải tại hạng mục Đạo diễn của giải thưởng Oscar.
Hai năm sau The Aviator, Scorsese lần thứ ba liên tiếp chọn Di Caprio cho vai chính của bộ phim mới The Departed, tác phẩm làm lại từ bộ phim được đánh giá cao của điện ảnh Hồng Kông Vô gian đạo. Trong phim Di Caprio thủ vai một viên cảnh sát đội lốt tội phạm (vai do Lương Triều Vỹ đóng trong phim gốc) đối đầu với một tên tội phạm trong lốt cảnh sát (do Matt Damon thủ vai, diễn viên đóng trong phim gốc là Lưu Đức Hoa). Tuy bị chỉ trích là không theo sát nguyên mẫu Vô gian đạo, Điệp vụ Boston lại được đánh giá là tác phẩm theo đúng chất Scorsese và là bộ phim xuất sắc nhất của ông kể từ Goodfellas. Điệp vụ Boston là bộ phim ăn khác nhất trong sự nghiệp của Martin với doanh thu 129 triệu USD và đem lại cho ông đề cử Oscar hạng mục đạo diễn lần thứ 6. Cuối cùng thì trong lần đề cử này, Martin đã đoạt giải, giải thưởng mà một số báo còn gọi đùa là giải "Cống hiến trọn đời" cho Scorsese. Trong lễ trao giải, người được chọn để tặng tượng vàng Oscar cho Martin là Steven Spielberg, Francis Ford Coppola và George Lucas, cả ba đều là những đạo diễn cùng thời với Scorsese và đều đã là những trụ cột của làng điện ảnh Mỹ.

## Đời tư
Martin Scorsese có tới 5 đời vợ, Laraine Brennan (cưới năm 1965), Julia Cameron (cưới năm 1975), Isabella Rossellini (1979 - 1983), Barbara De Fina (1985 - 1991) và Helen Morris (1999 - nay). Con gái của Martin với người vợ thứ 5 là Francesca đã xuất hiện trong The Aviator và Điệp vụ Boston.
Ngày 5 tháng 1 năm 2005, Martin Scorsese đã được chính phủ Pháp trao tặng huân chương Bắc Đẩu Bội tinh vì những đóng góp của ông cho điện ảnh.

## Phim
| Năm  | Phim                                                    | Số đề cử Oscar | Số giải Oscar |
| ---- | ------------------------------------------------------- | -------------- | ------------- |
| 1963 | What's a Nice Girl Like You Doing in a Place Like This? |                |               |
| 1964 | It's Not Just You, Murray!                              |                |               |
| 1967 | The Big Shave                                           |                |               |
| 1967 | Who's That Knocking at My Door                          |                |               |
| 1970 | Street Scenes                                           |                |               |
| 1972 | Boxcar Bertha                                           |                |               |
| 1973 | Mean Streets                                            |                |               |
| 1974 | Italianamerican                                         |                |               |
| 1974 | Alice Doesn't Live Here Anymore                         | 3              | 1             |
| 1976 | Taxi Driver                                             | 4              | 0             |
| 1977 | New York, New York                                      |                |               |
| 1978 | The Last Waltz                                          |                |               |
| 1980 | Raging Bull                                             | 8              | 2             |
| 1983 | The King of Comedy                                      |                |               |
| 1985 | After Hours                                             |                |               |
| 1986 | The Color of Money                                      | 4              | 1             |
| 1988 | The Last Temptation of Christ                           | 1              | 0             |
| 1989 | New York Stories (phần Life's Lessons)                  |                |               |
| 1990 | Goodfellas                                              | 6              | 1             |
| 1991 | Cape Fear                                               | 2              | 0             |
| 1993 | The Age of Innocence                                    | 5              | 1             |
| 1995 | Casino                                                  | 1              | 0             |
| 1997 | Kundun                                                  | 4              |               |
| 1999 | Bringing Out the Dead                                   |                |               |
| 2002 | Băng đảng ở New York (Gangs of New York)                | 10             | 0             |
| 2004 | The Aviator                                             | 11             | 5             |
| 2005 | No Direction Home: Bob Dylan                            | 4 (Emmy)       | 1 (Emmy)      |
| 2006 | Điệp vụ Boston (The Departed')'                         | 5              | 4             |
| 2007 | The Key to Reserva (phim ngắn)                          |                |               |
| 2008 | Shine a Light                                           |                |               |
| 2009 | Shutter Island                                          |                |               |
| 2011 | Hugo                                                    | 11             | 5             |
| 2013 | Sói già phố Wall                                        | 5              | 0             |
| 2016 | Silence                                                 |                |               |
| 2019 | Người đàn ông Ireland                                   | 10             | 0             |
| 2023 | Vầng trăng máu                                          |                |               |